# Pimelodella gracilis
O mandi (Pimelodella gracilis) é uma espécie de peixe teleósteo siluriforme da família dos pimelodídeos. Tais peixes habitam três rios sul-americanos: o Orinoco, o Amazonas e o Prata. Chegam a medir até 17 cm de comprimento. Também são conhecidos pelos nomes populares de dubu, dundu, mandim e mandizinho.